# 화성시립병점도서관
화성시립 병점도서관은 2005년 9월 1일 개관하였다. 총 대지 면적은 4만 9171m²이고 연면적은 2574m²이다. 1층에 어린이자료실, 영어교실, 사무실 겸 수서정리실, 자원봉사자실, 유아방이 있고 2층에 종합자료실, 간행물실, 문화교실, 전자정보자료실이 있다. 3층에는 일반 열람실, 학생 열람실, 휴게실 겸 세미나실이 있다.

## 실별 안내
- 1층

- 어린이자료실
- 유아방
- 영어교실
- 동아리방, 고객지원실, 당직근무실

- 2층

- 종합자료실

- 간행물실
- 문화교실
- 전자정보자료실, 매점,

- 3층

- 일반열람실
- 학생열람실

- 노트북실

## 이용 시간
- 1층

- 어린이 자료실

- 평일 : 09:00~18:00
- 주말 : 09:00~17:00

- 영어교실

- 평일 : 09:00~18:00
- (1,3주 토요일 운영)

- 2층

- 종합자료실

- 평일 : 09:00~22:00
- 주말 : 09:00-17:00

- 전자정보자료실

- 평일 : 09:00~18:00
- 주말 : 09:00~17:00

- 3층

- 일반열람실

- 평일 : 07:00~24:00

## 휴관
- 정기휴관 : 첫번째, 세번째 월국가공휴일 (일요일 제외))
- 임시휴관 : 
  - 장서점검 등 특별한 사유로 관장이 정하는 날

## 도서 대출
- 대출권수 : 1인 7권 (대출카드는 본인것만 사용가능)
- 대출기간 : 14일 / 연장불가

- 연체규정

연체일수만큼 대출정지
30일 이상 연체시 1년 대출정지
- 도서분실

동일도서로 구입 후 반납
분실도서가 품절 및 절판일 경우 유사도서로 대체변상